# Morový sloup (Kutná Hora)
Morový sloup Panny Marie Neposkvrněné se nachází v Šultysově ulici ve městě Kutná Hora. Je chráněn jako kulturní památka České republiky.

## Historie
Barokní morový sloup je dílem jezuitského sochaře Františka Bauguta. Vznikal mezi lety 1713–1715 jako připomínka morové epidemie, během níž v roce 1713 zahynulo v Kutné Hoře 43 lidí.

## Popis
Na vrcholu sloup zdobí socha Panny Marie Immaculaty. V prostřední části jsou sochy Karla Boromejského (s křížem u pravé ruky a kardinálských kloboukem u nohou), svatého Šebestiána probodaného šípy, svatého Rocha se psem u nohou a Františka Xaverského (s menším křížem v levé ruce). Mezi sochami světců jsou na soklu reliéfy Zvěstování Panny Marie, svatého Norberta, svaté Barbory (s kalichem v levé ruce, věží za zády a mečem u nohou) a reliéf kutnohorského městského znaku. V nejnižší části sloupu jsou plastiky havířů se štíty, mezi nimi jsou reliéfy Marie Magdaleny, Jana Nepomuckého a svatého Dominika.

## Galerie

Horní část sloupu
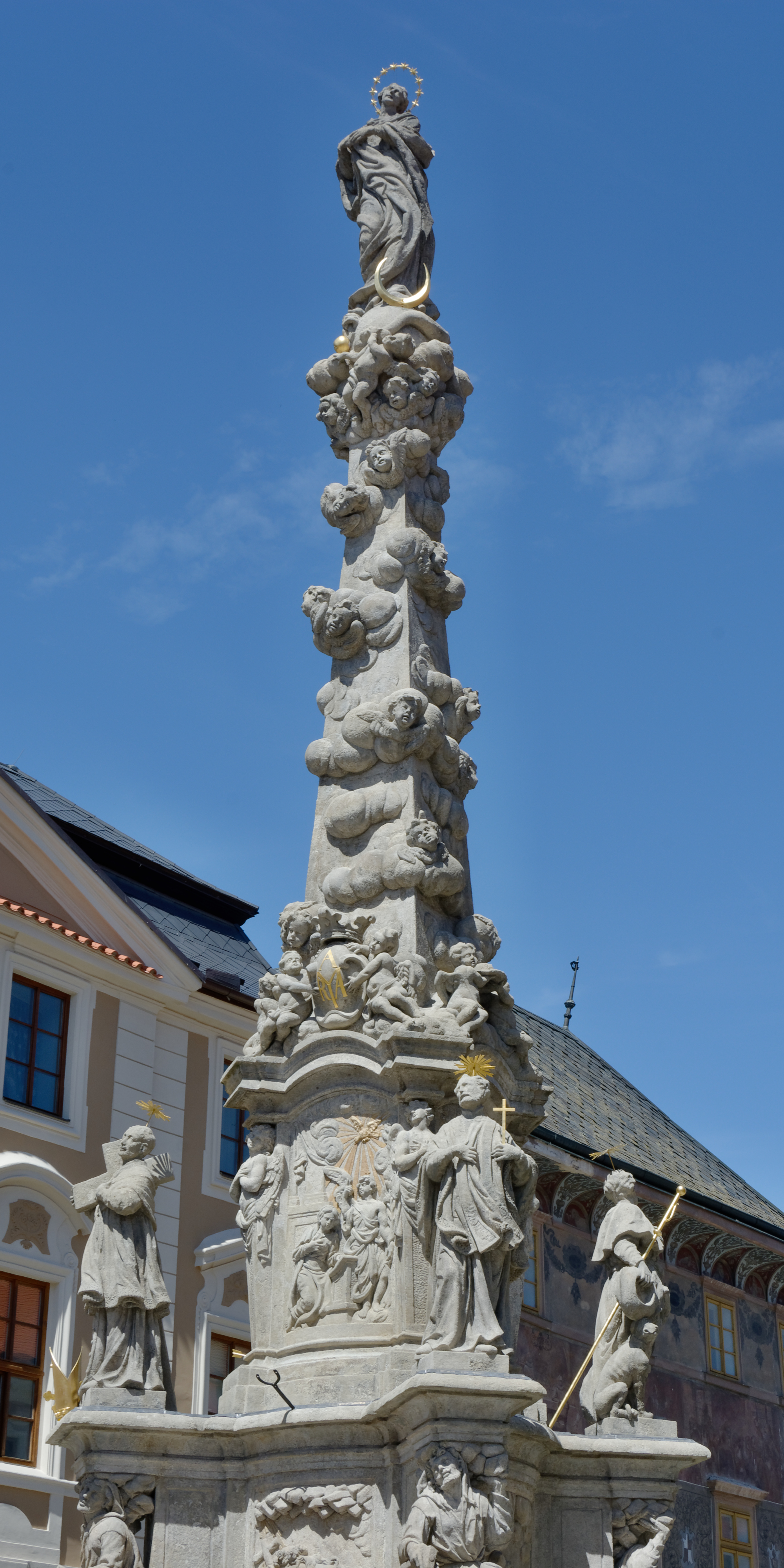
Horní část sloupu
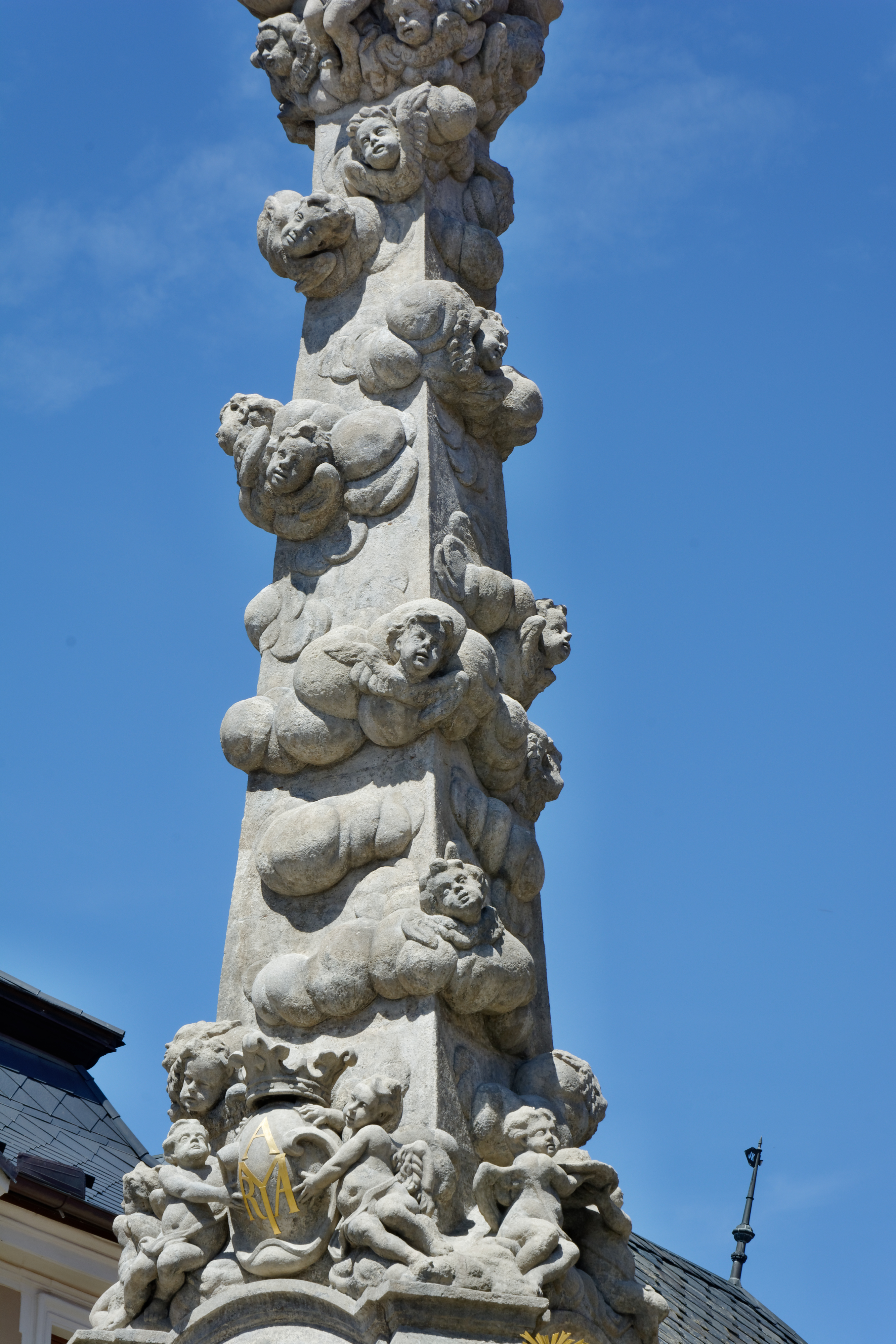
Detail dříku
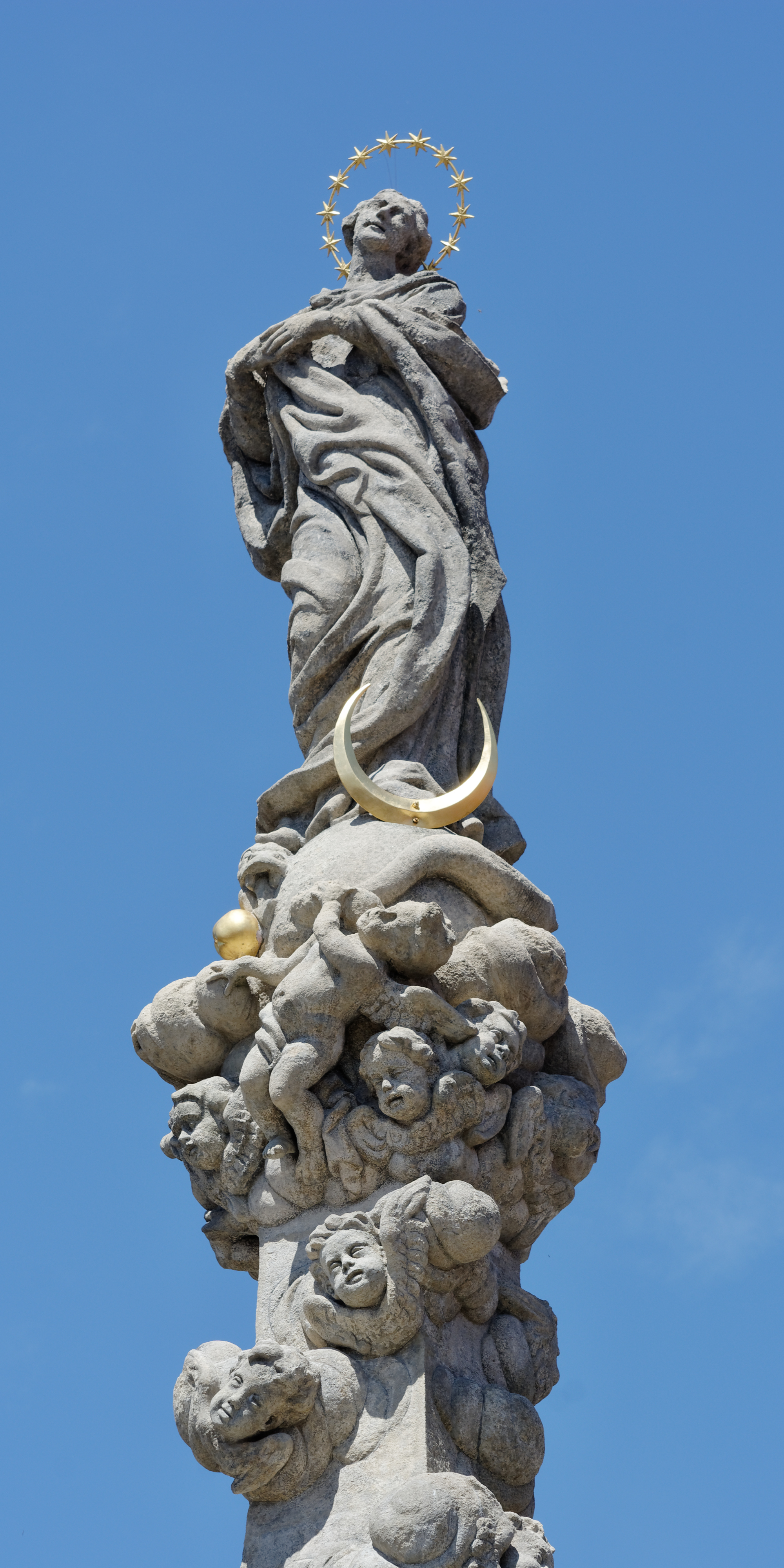
Pohled na sochu Panny Marie Immaculaty od jihovýchodu
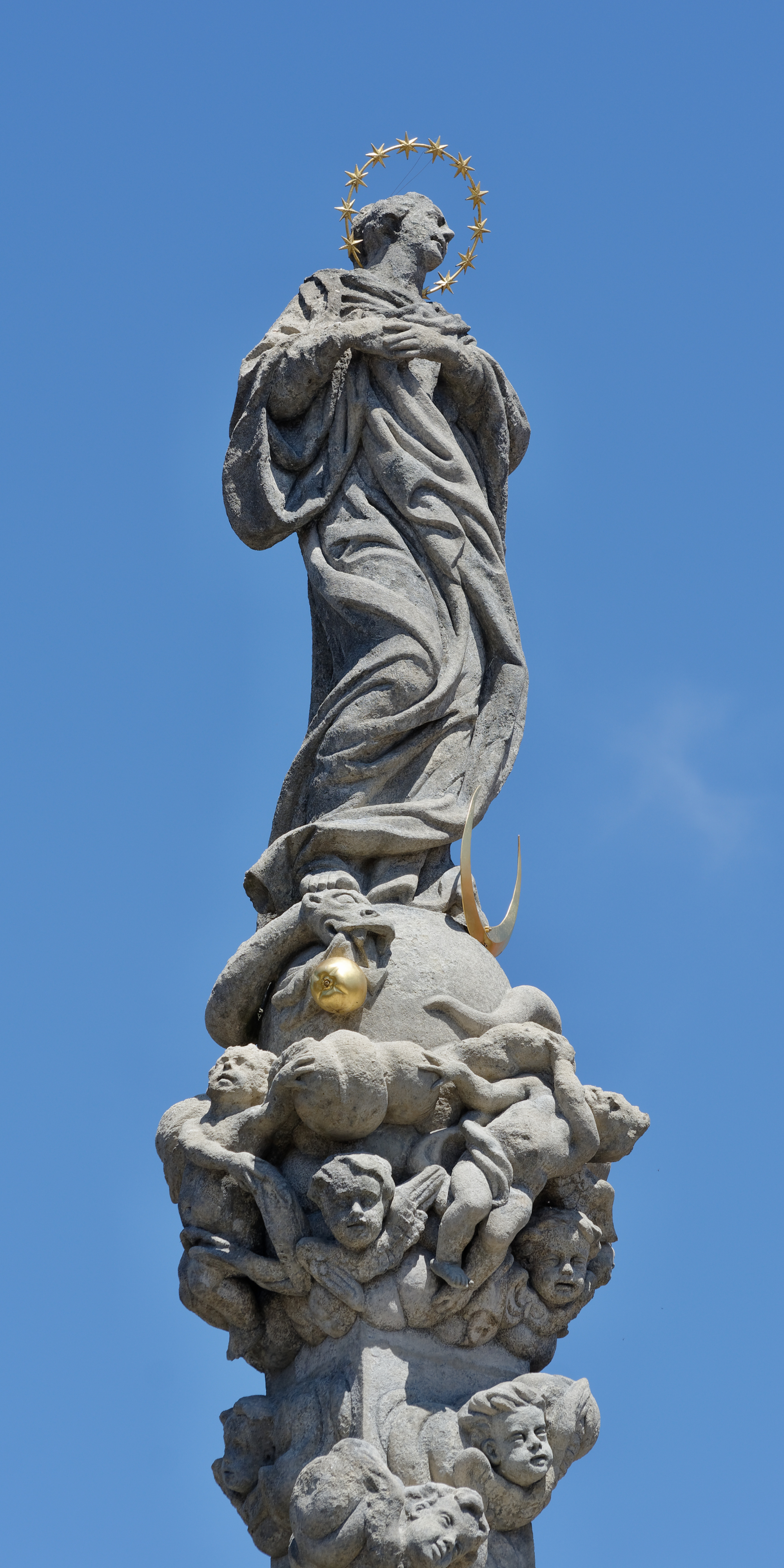
Pohled na sochu Panny Marie Immaculaty od jihozápadu

Pohledy na dolní část
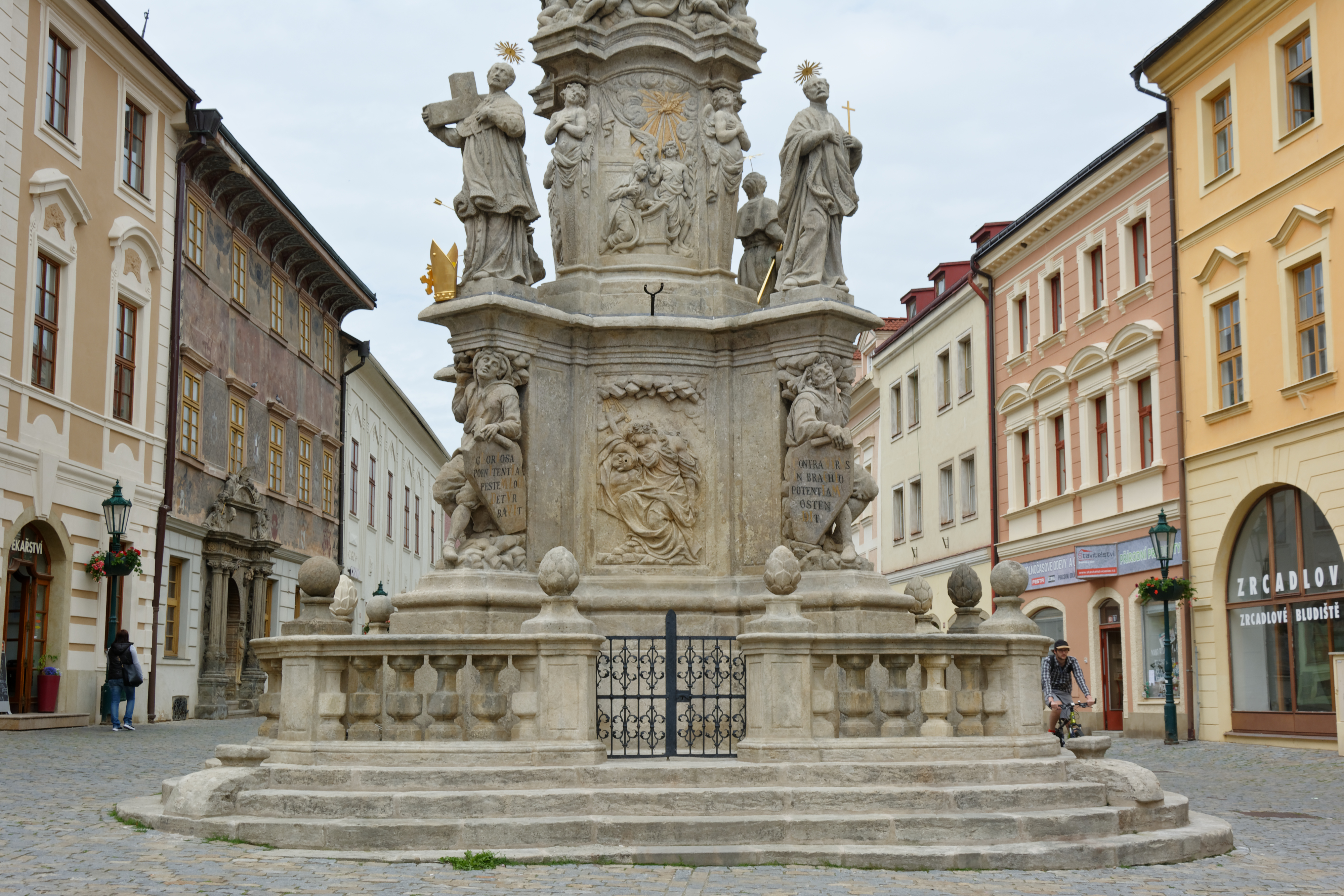
Pohled od jihu
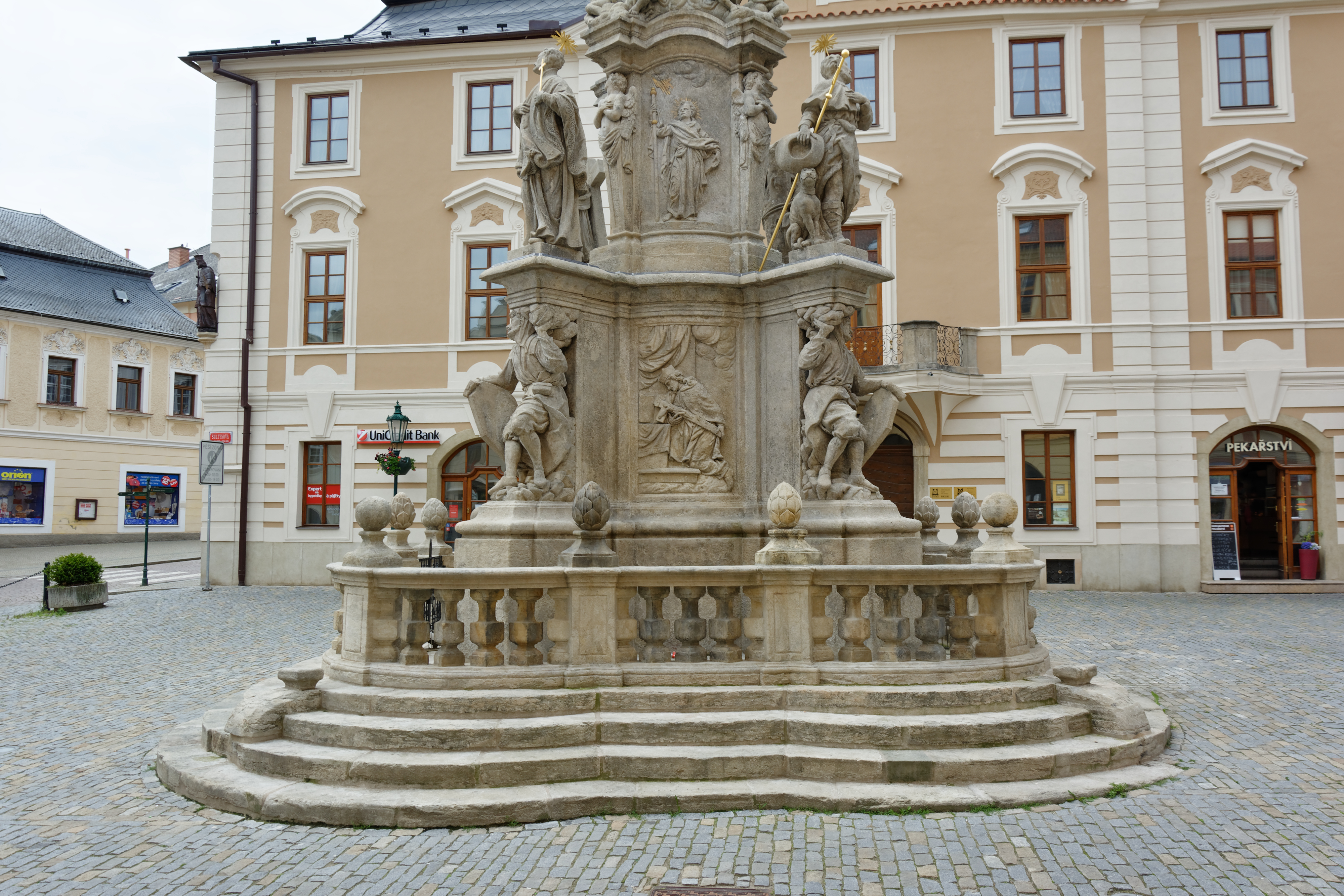
Pohled od východu
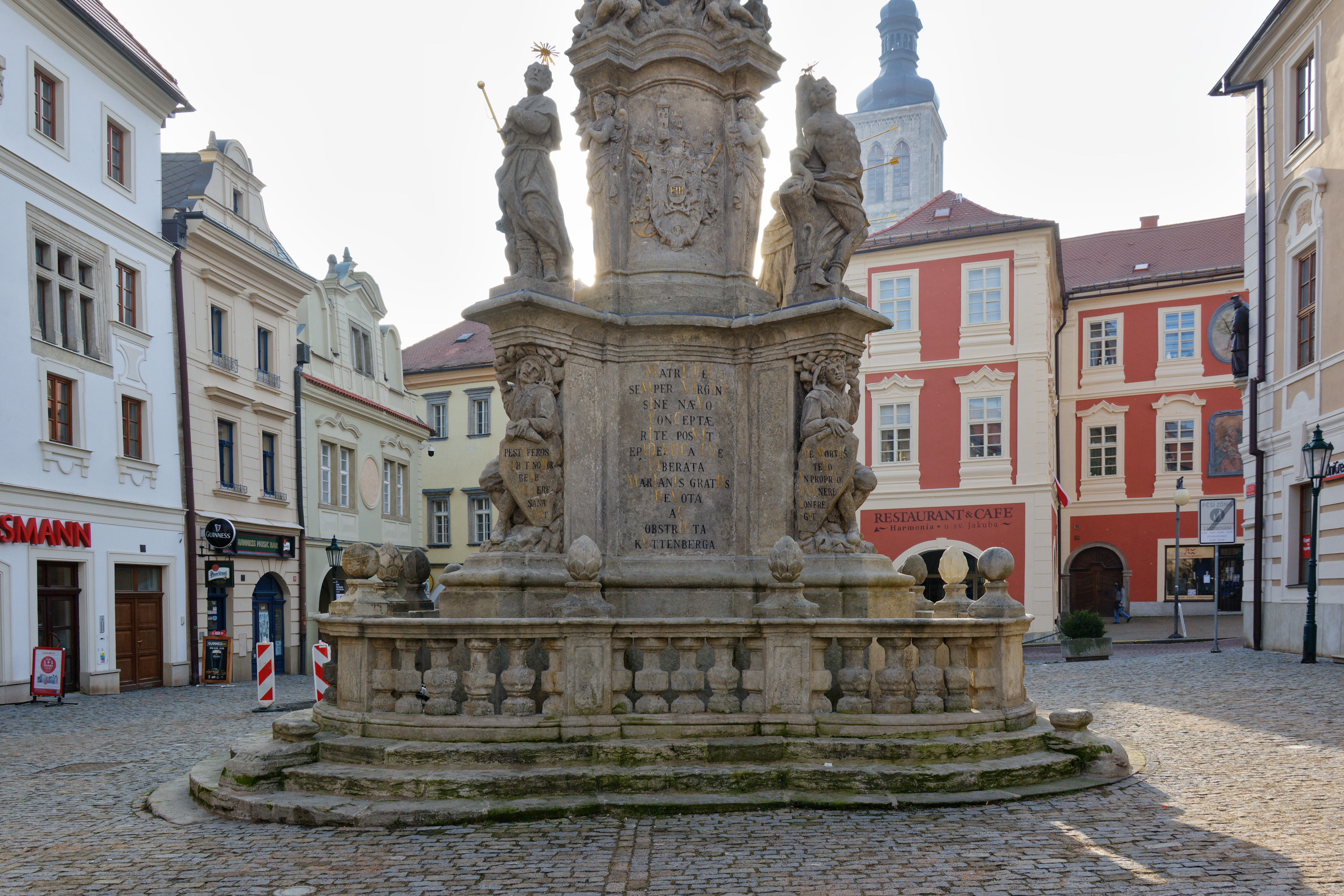
Pohled od severu
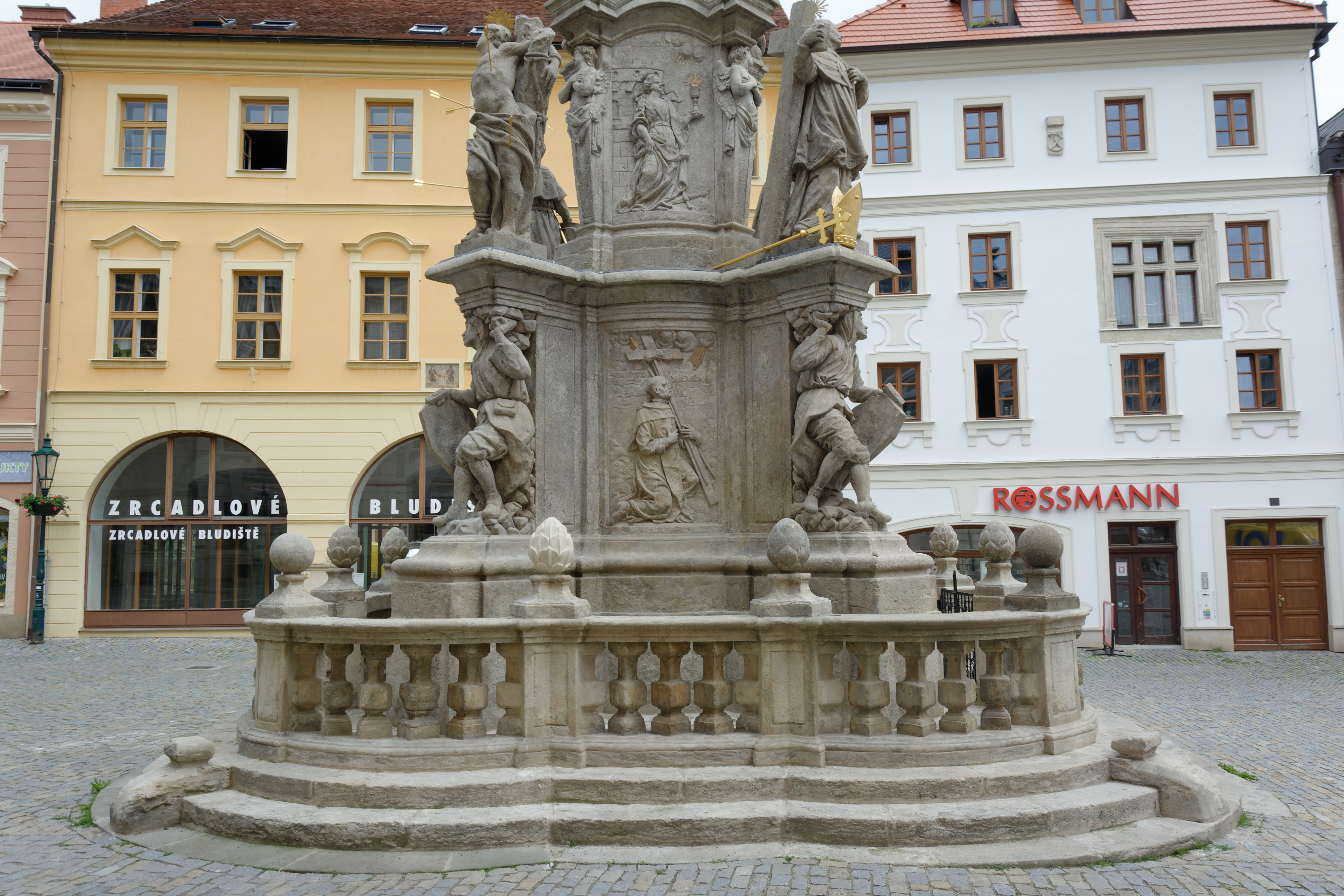
Pohled od západu

Střední úroveň
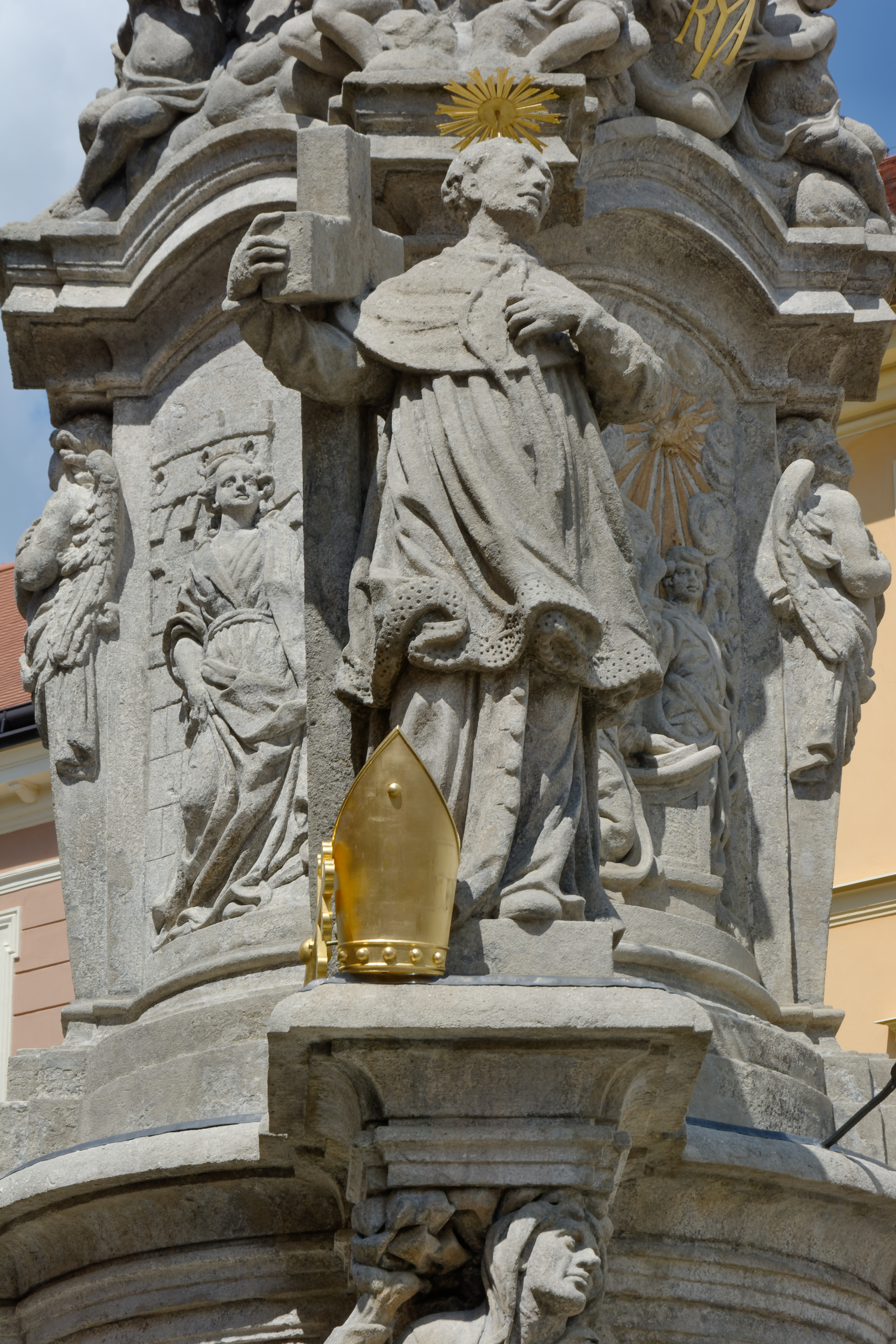
Svatý Karel Boromejský
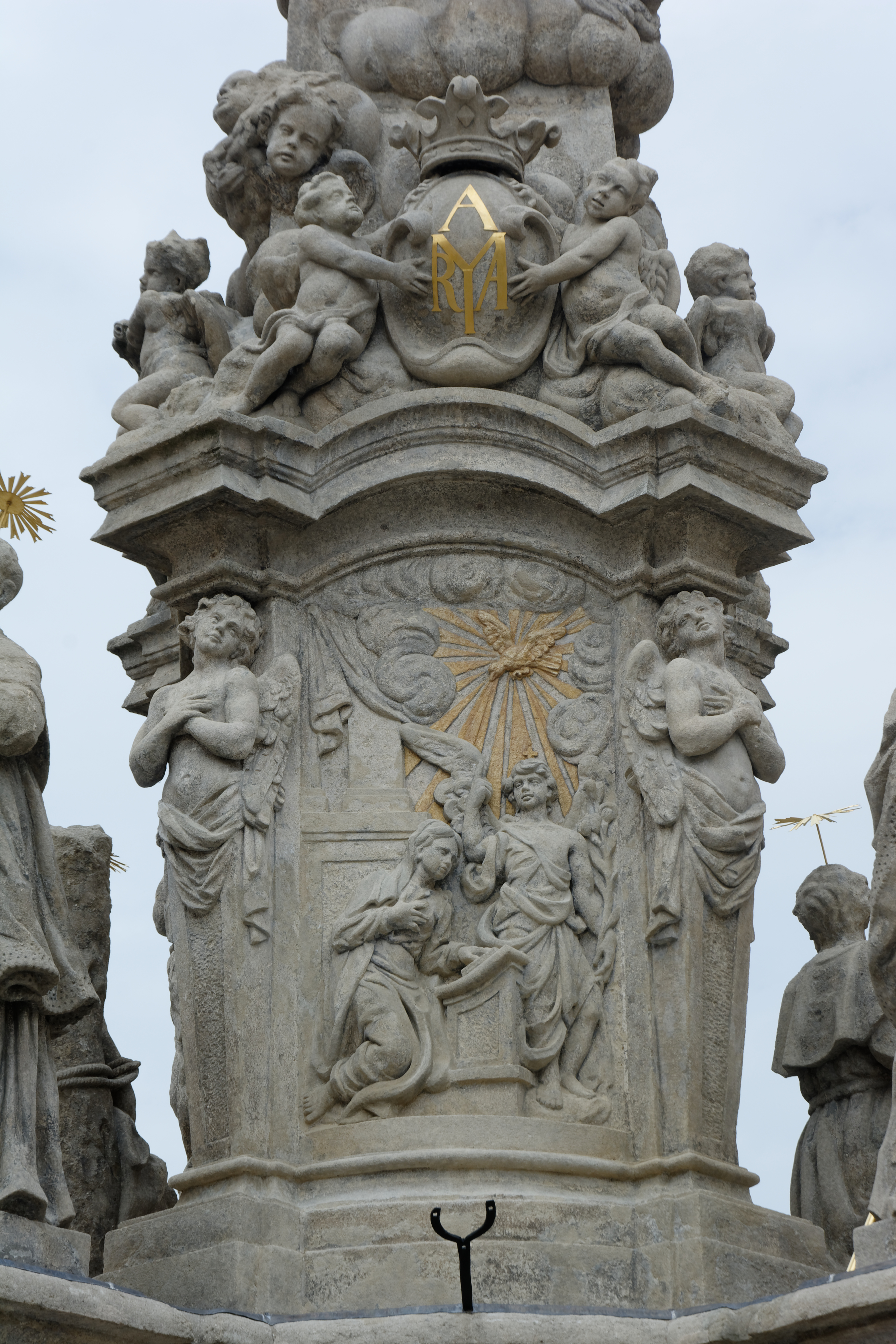
Navštívení Panny Marie
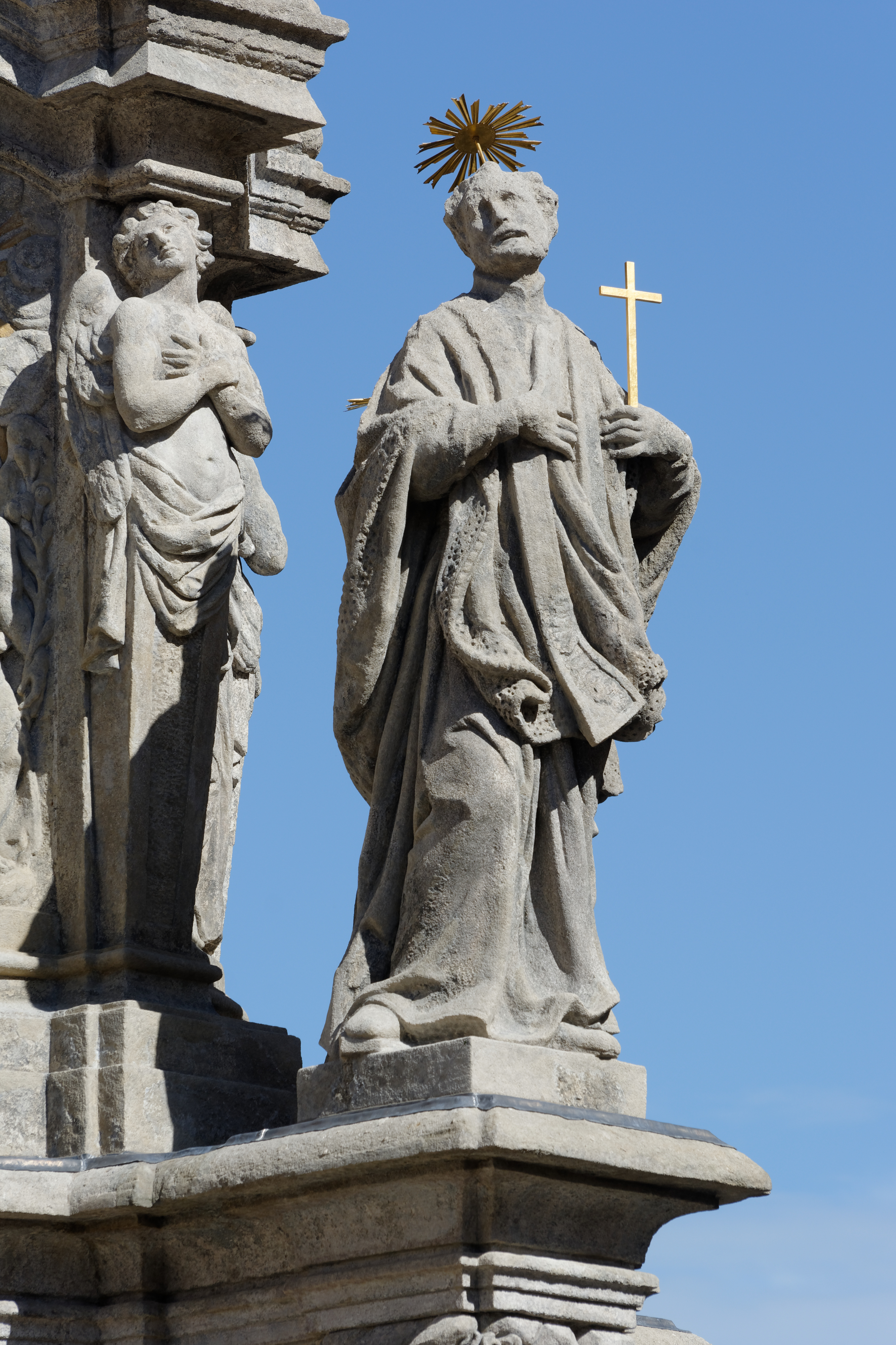
Svatý František Xaverský
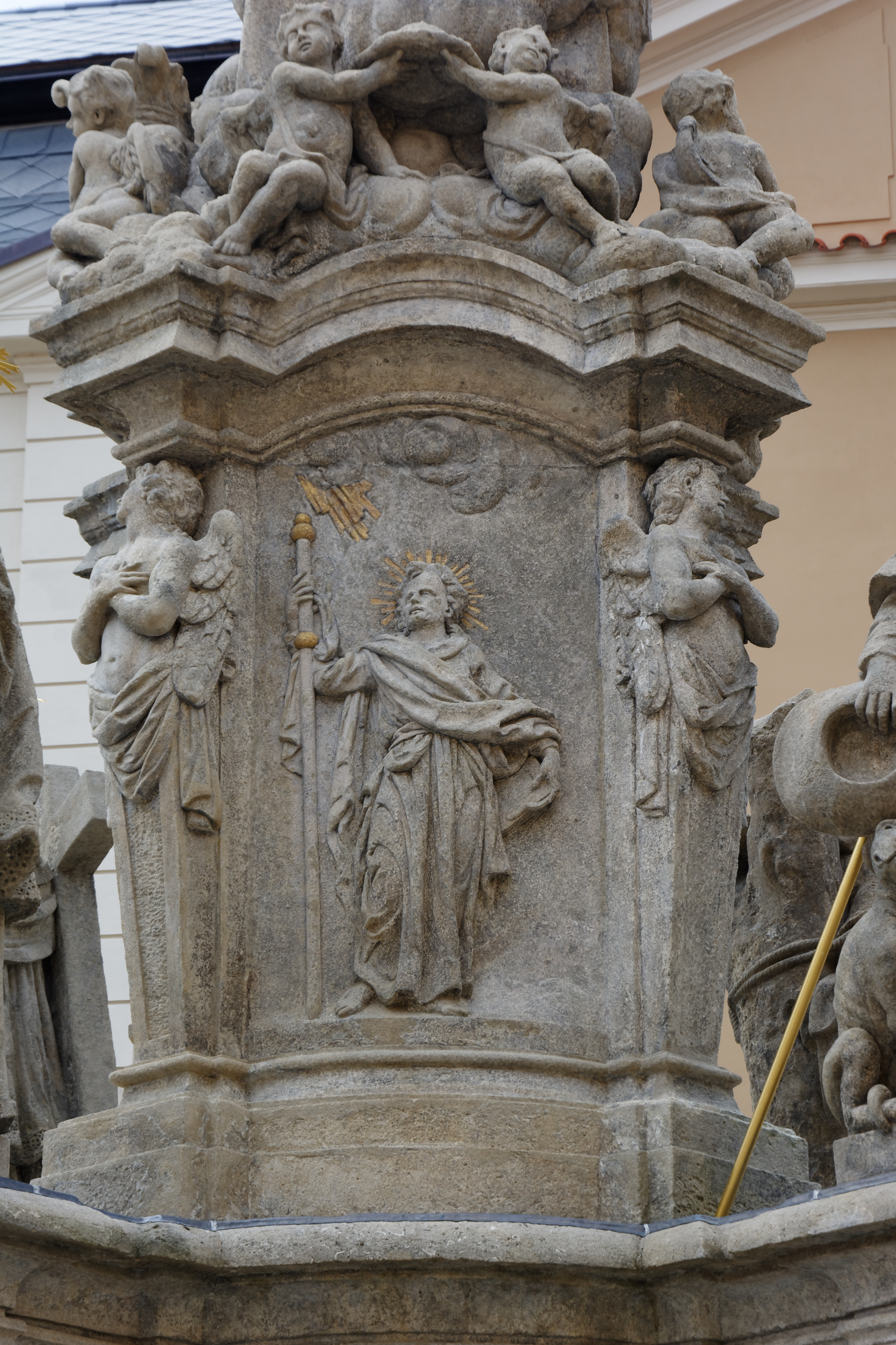
Svatý Norbert
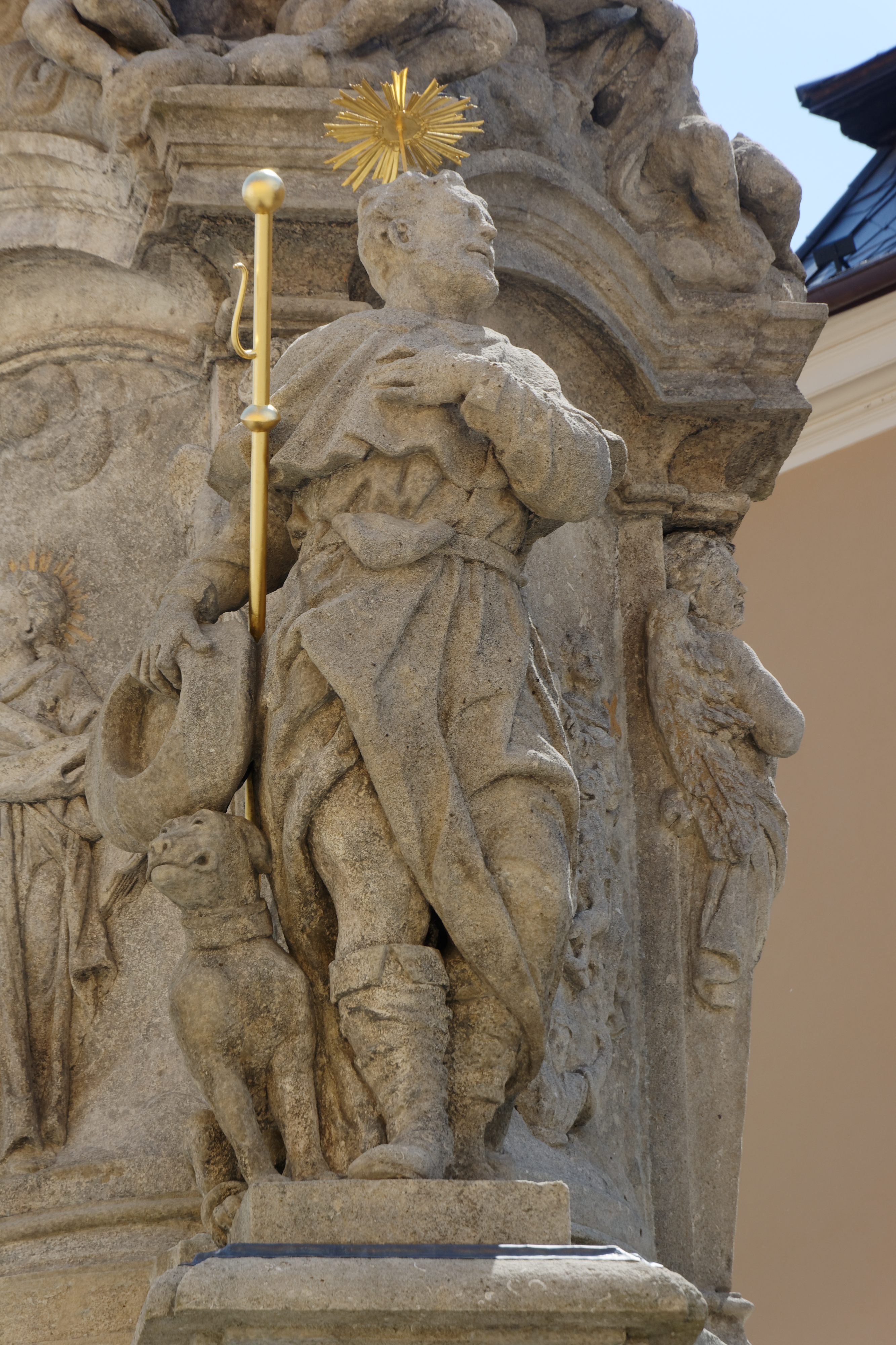
Svatý Roch
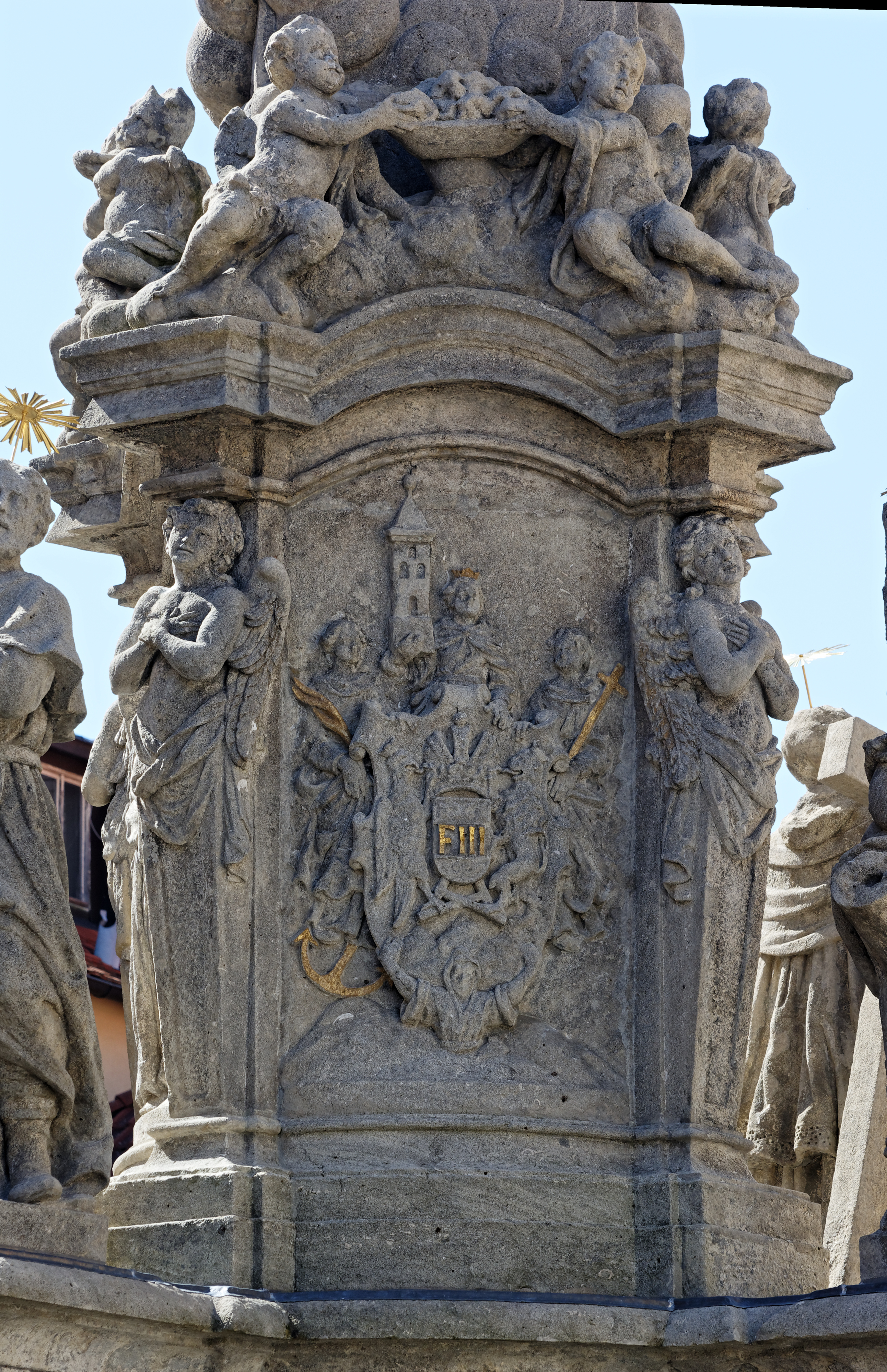
Znak města Kutná Hora v podobě z roku 1641
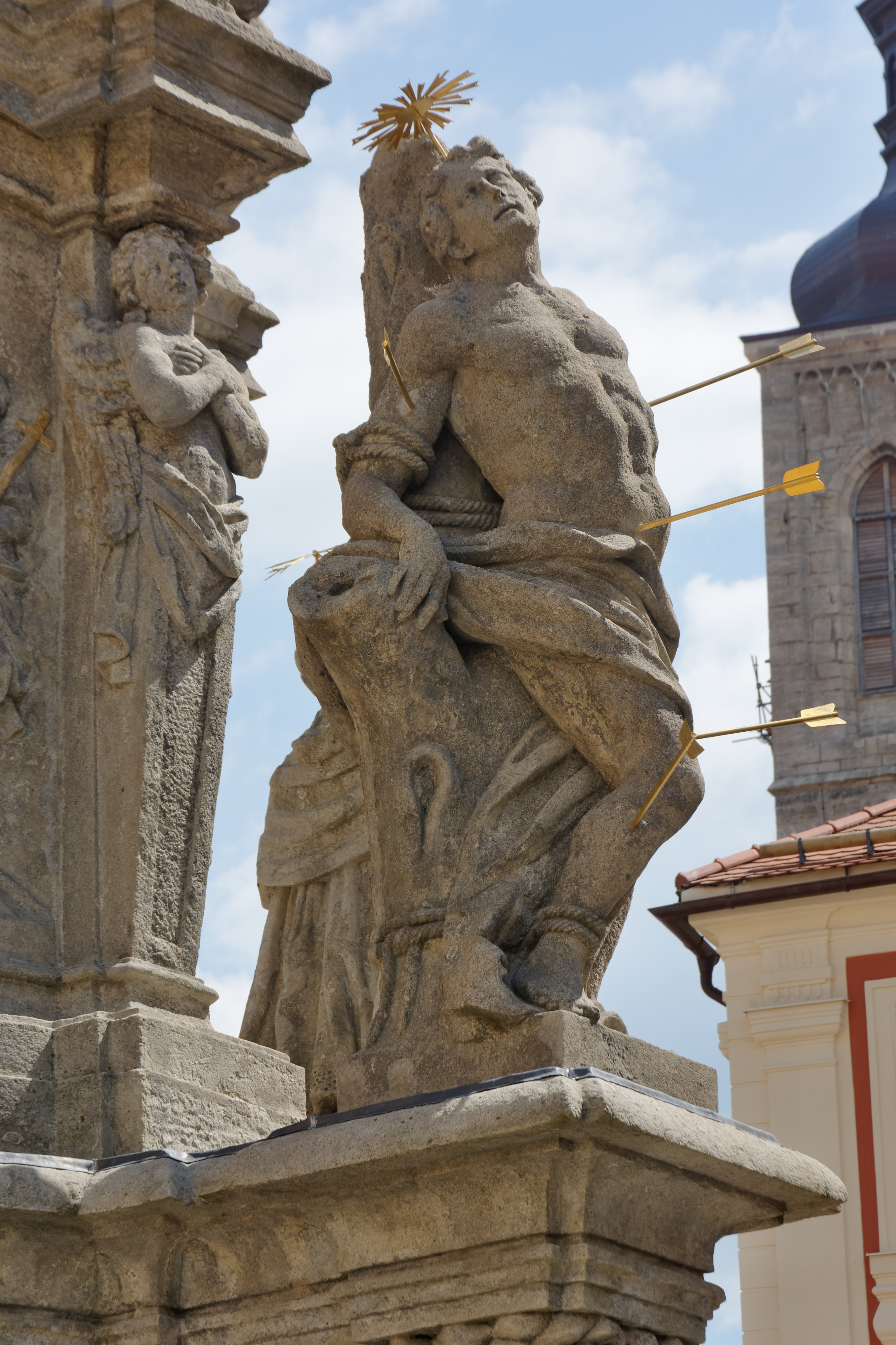
Svatý Šebestián
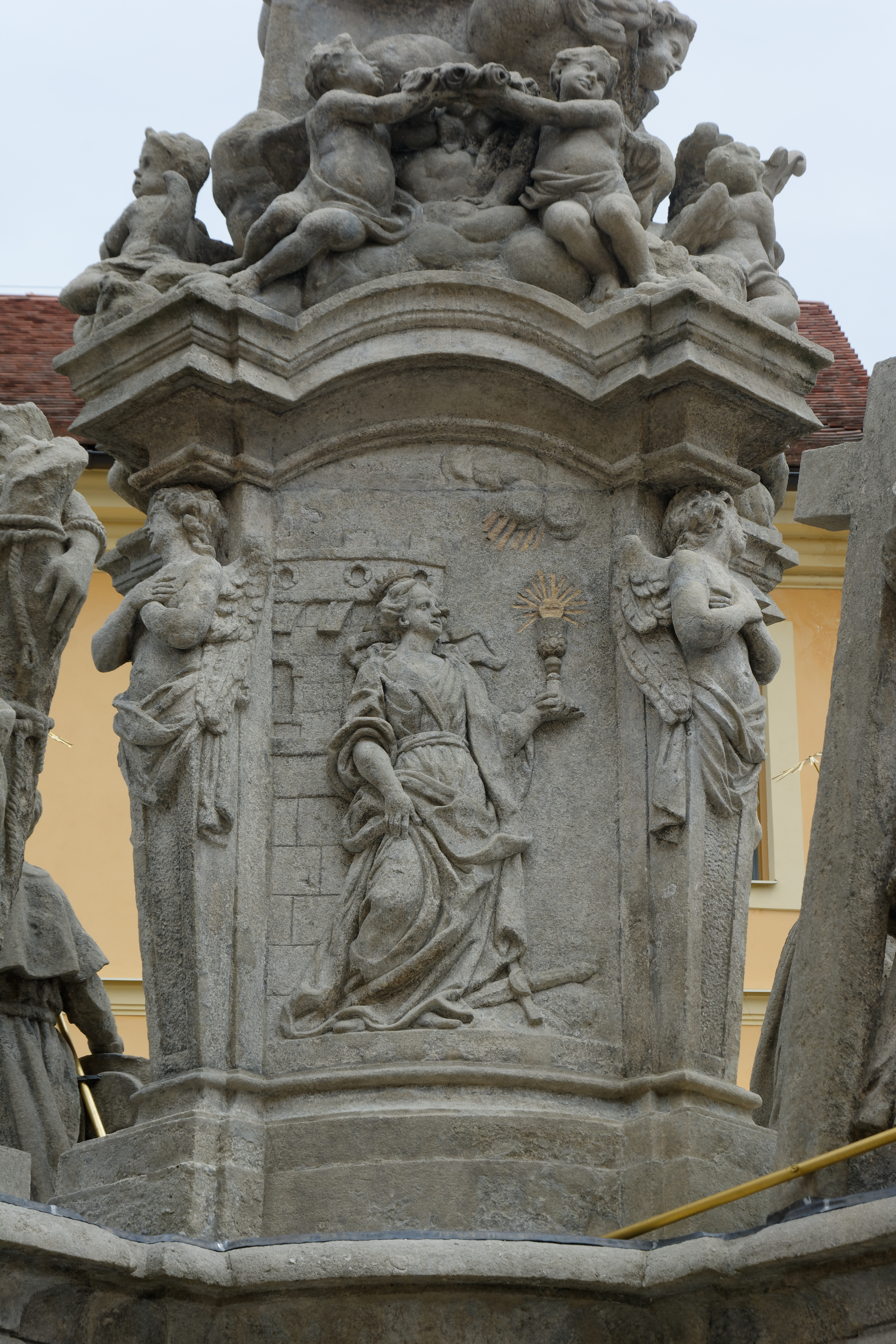
Svatá Barbora

Dolní úroveň
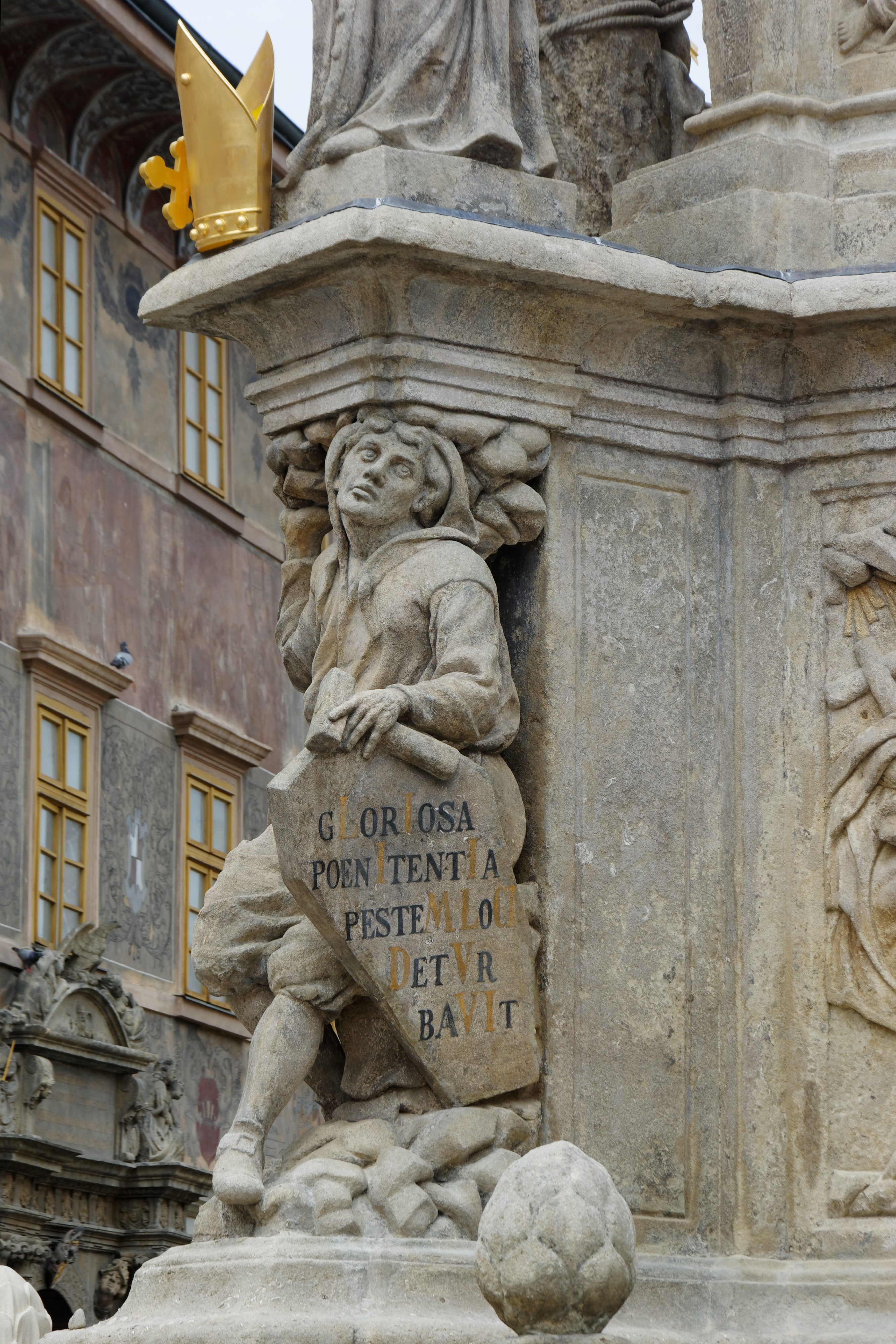
Havíř podpírající sochu svatého Karla Boromejského
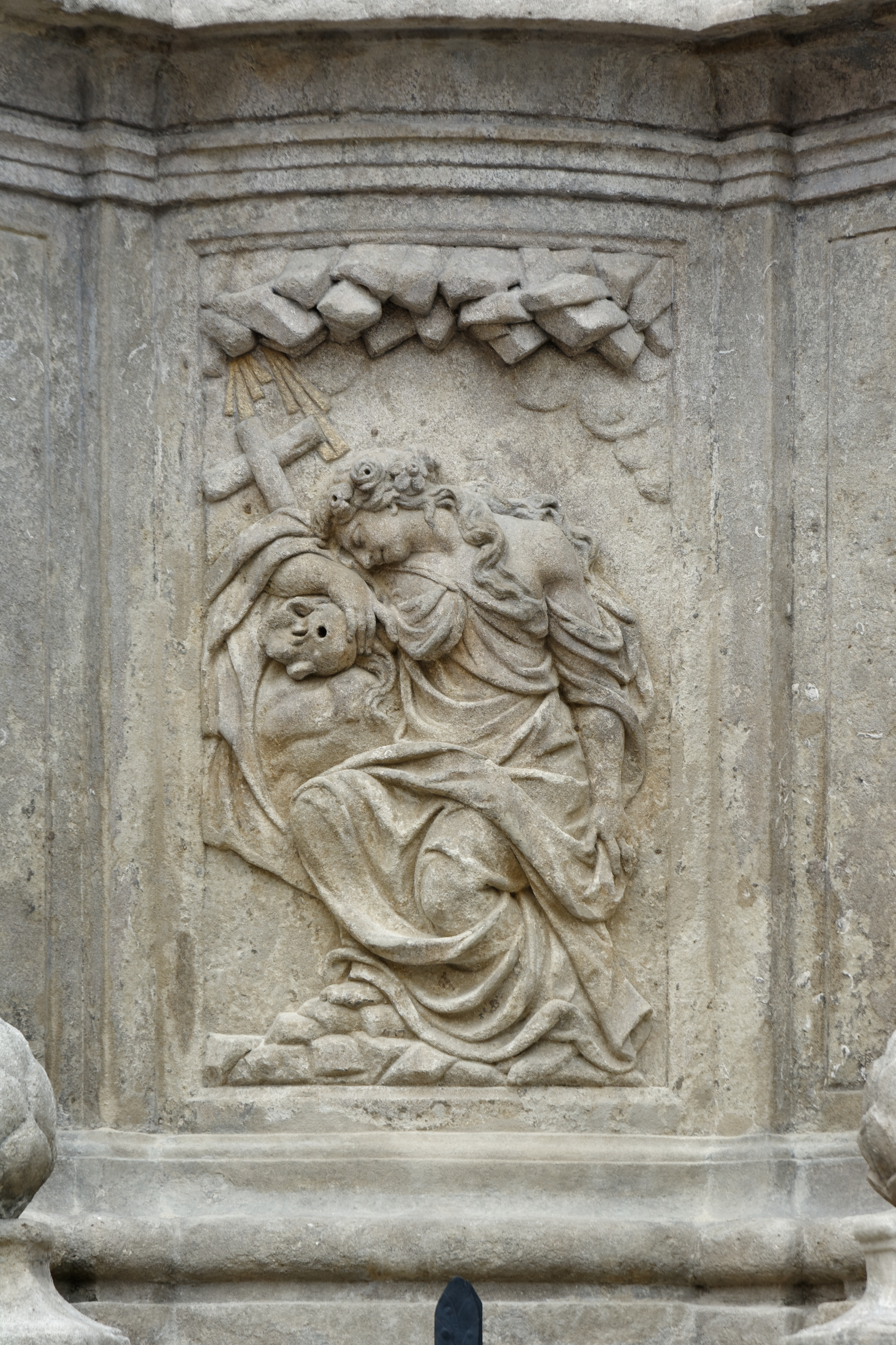
Svatá Maří Magdaléna
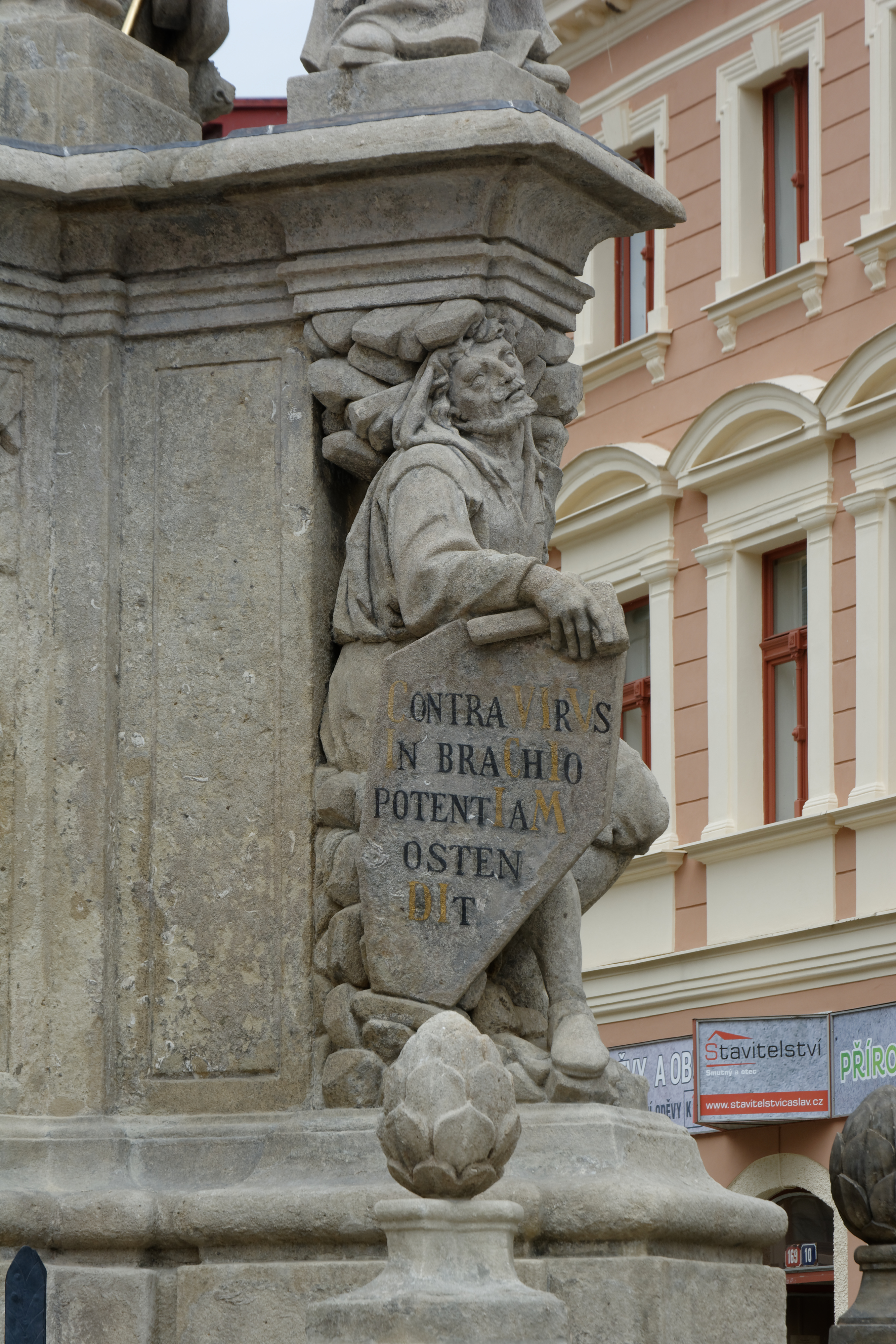
Havíř podpírající sochu svatého Františka Xaverského
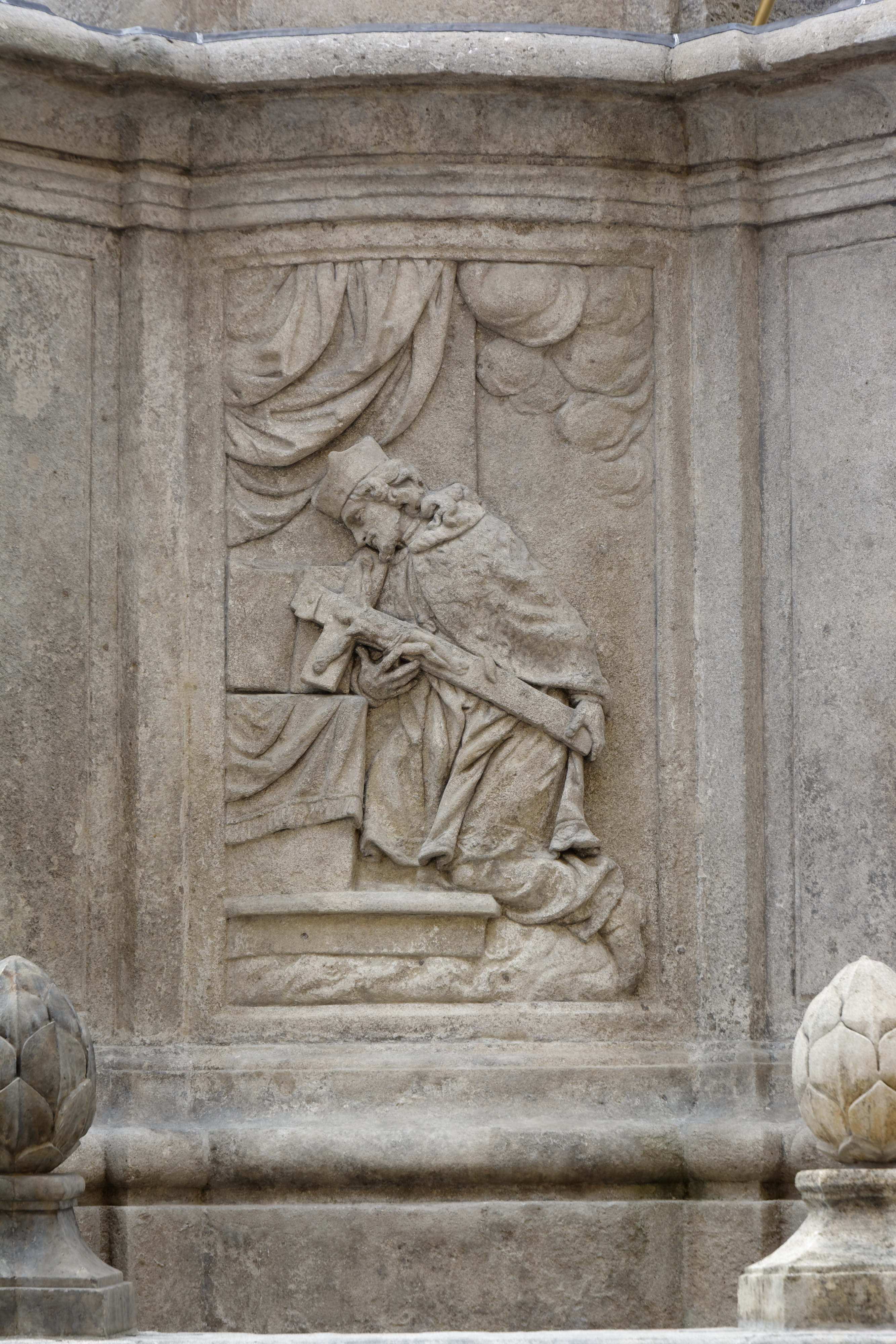
Svatý Jan Nepomucký
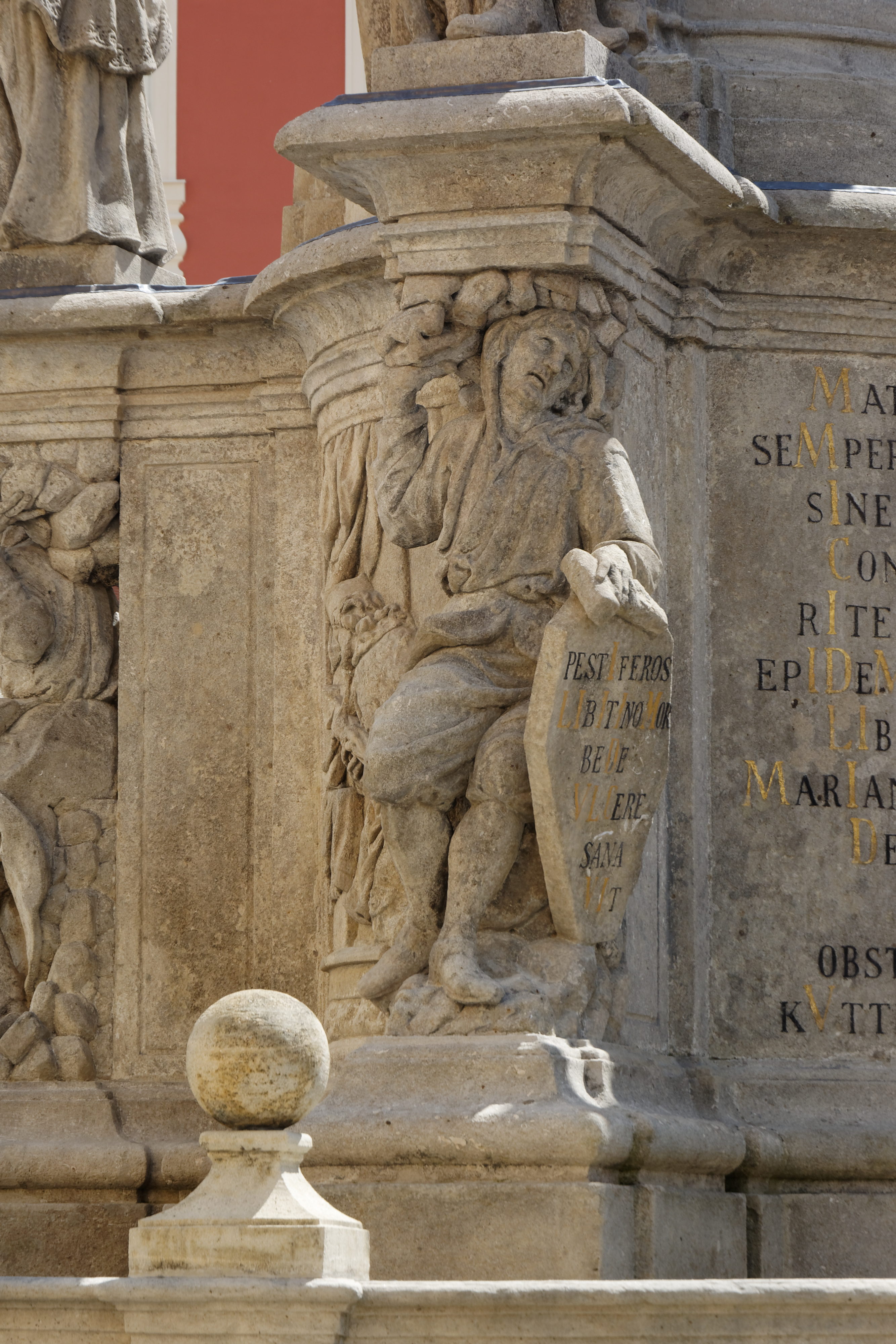
Havíř podpírající sochu svatého Rocha
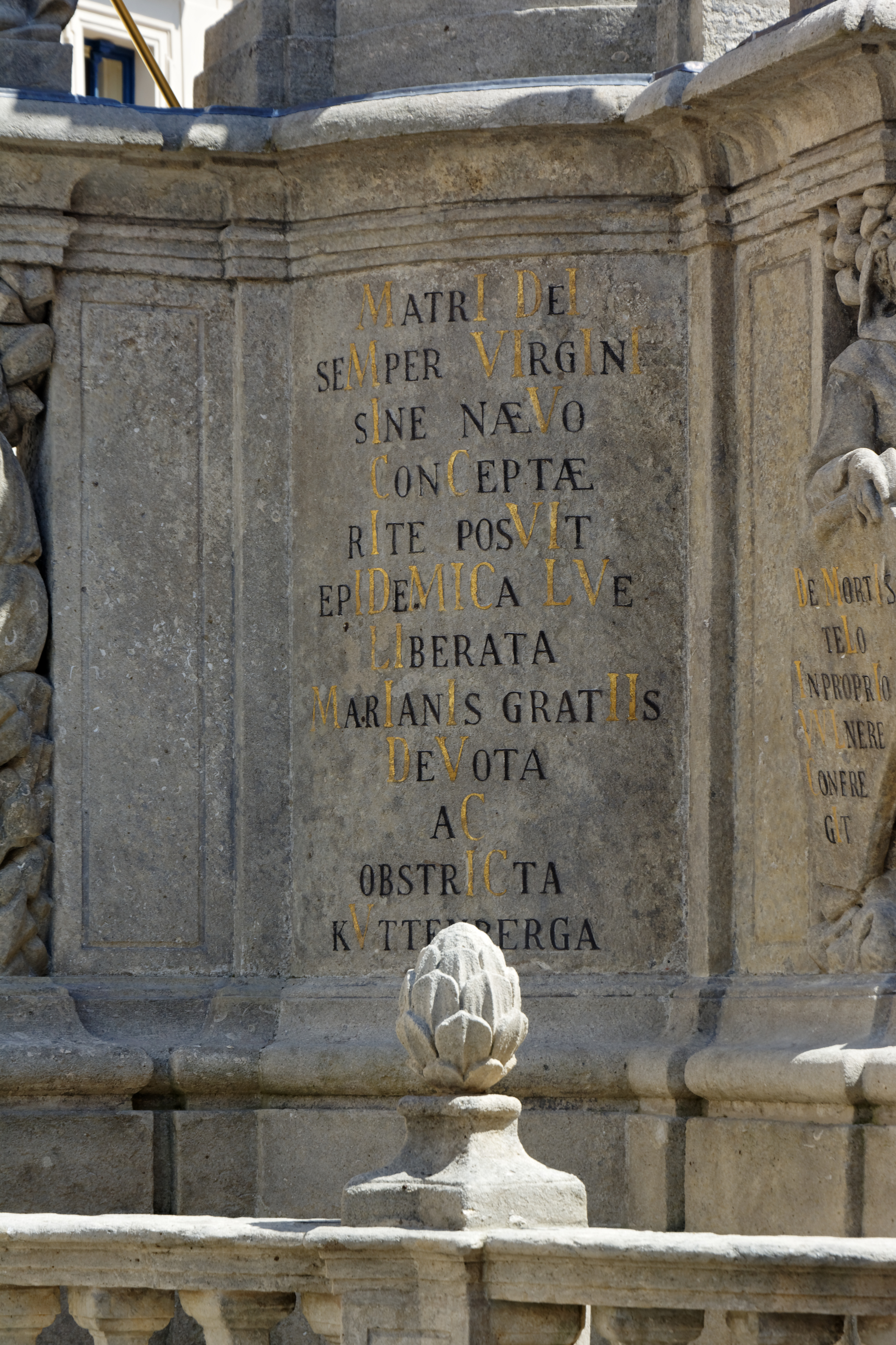
Nápis
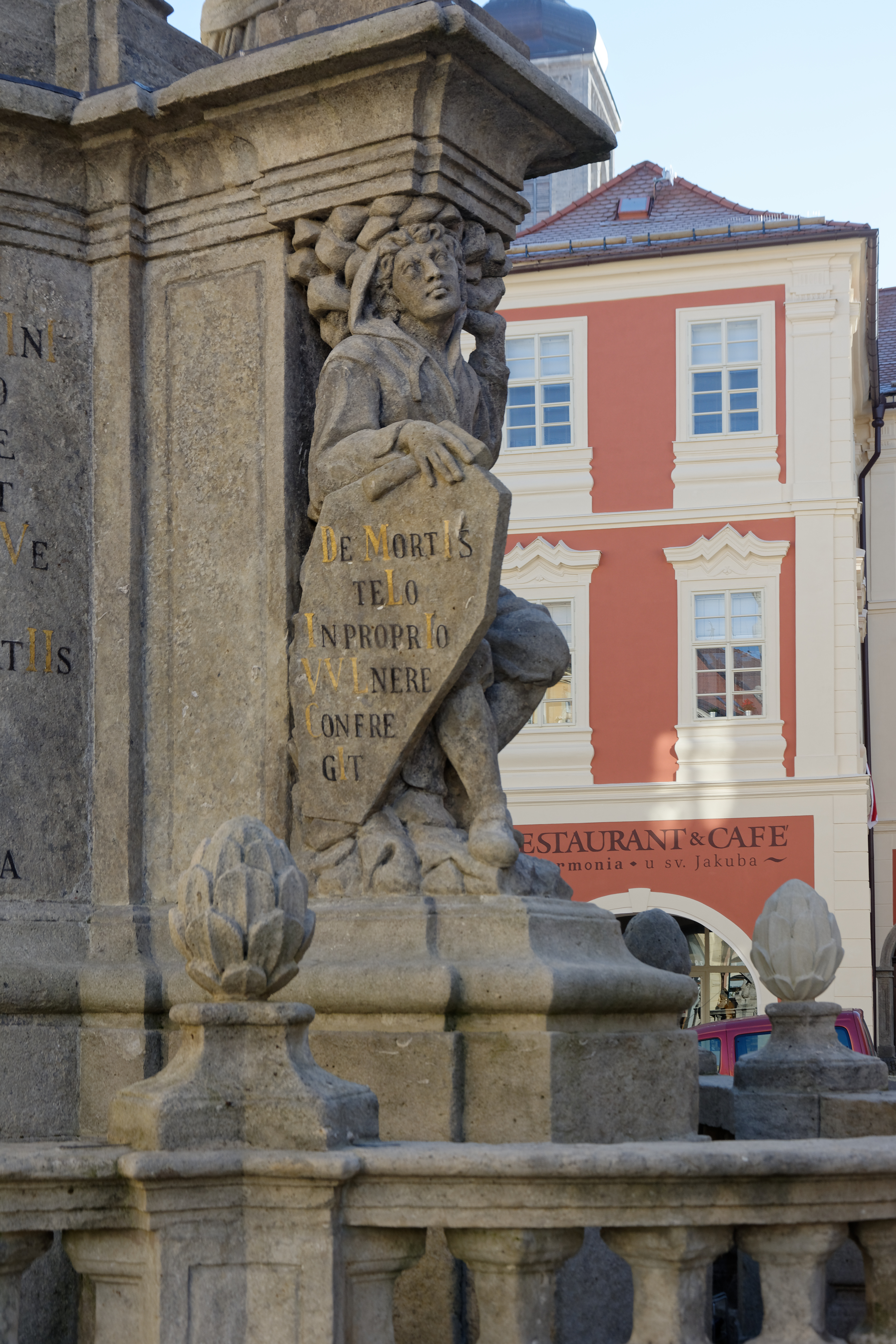
Havíř podpírající sochu svatého Šebestiána
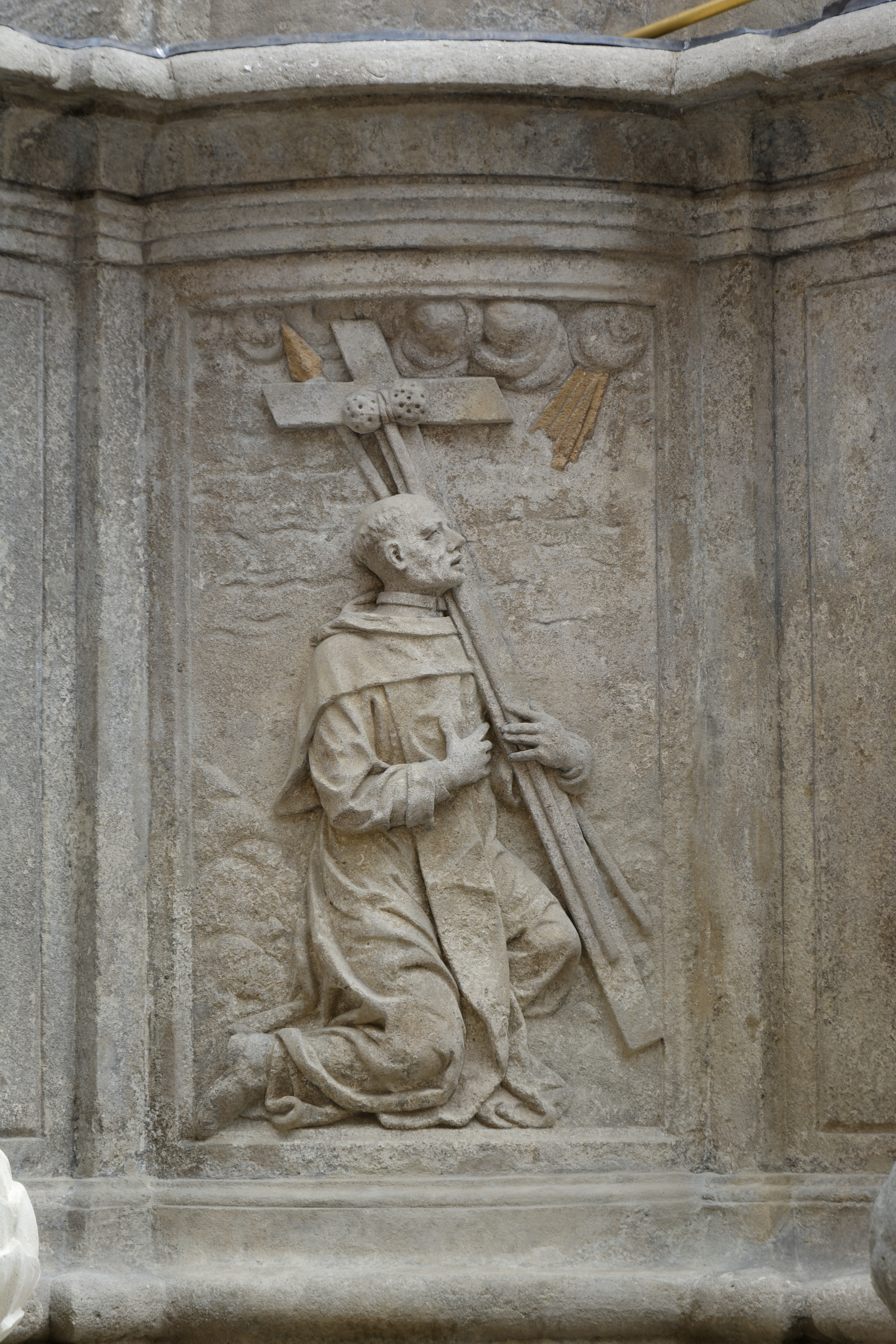
Svatý Norbert